# M8 (Bosnien und Herzegowina)
Die M8 (kroatisch/bosnisch Magistralna cesta bzw. serbisch Магистрални пут/Magistralni put) ist eine Magistralstraße in Bosnien und Herzegowina. Sie führt von Foča zur montenegrinischen Grenze Richtung Pljevlja.